# Novorozenecký a kojenecký pláč
Novorozenecký a kojenecký pláč je jeden z projevů dítěte v období od narození až po konec 1. roku. Můžeme jej charakterizovat jako „hlasové vyjádření emocí a behaviorálního stavu”. Podle Brazeltona je to jeden ze šesti stavů kojenců (mezi které patří například i hluboký spánek či klidový bdělý stav), přičemž je považován právě za nejvyšší stav vzrušivosti a zahrnuje vysokou motorickou aktivitu. Protože se děti rodí nezralé a jsou maximálně závislé na svém okolí, pláč je často jejich jedinou možností, jak vyjádřit své potřeby. Oznámení potřeby pomoci, podpory či ochrany je přitom základní evoluční funkcí pláče, protože pomáhá v přežití, a tím i k budoucí reprodukci. Během prvních měsíců se při pláči neobjevují slzy.
Nejprve je pláč pouze expresivní, což znamená, že není diferencovaný a pouze signalizuje určitou nespecifickou potřebu. Teprve později se stane záměrným a může být považován za určitý projev komunikace. Pomocí tzv. zvukové spektrografie bylo zjištěno, že pláč, který se liší příčinou (např. bolest, hlad, osamocení), se liší i ve své celkové kvalitě. Mladí dospělí rozeznají již malé odchylky ve zvuku pláče, a to bez ohledu na zkušenost s péčí o dítě.

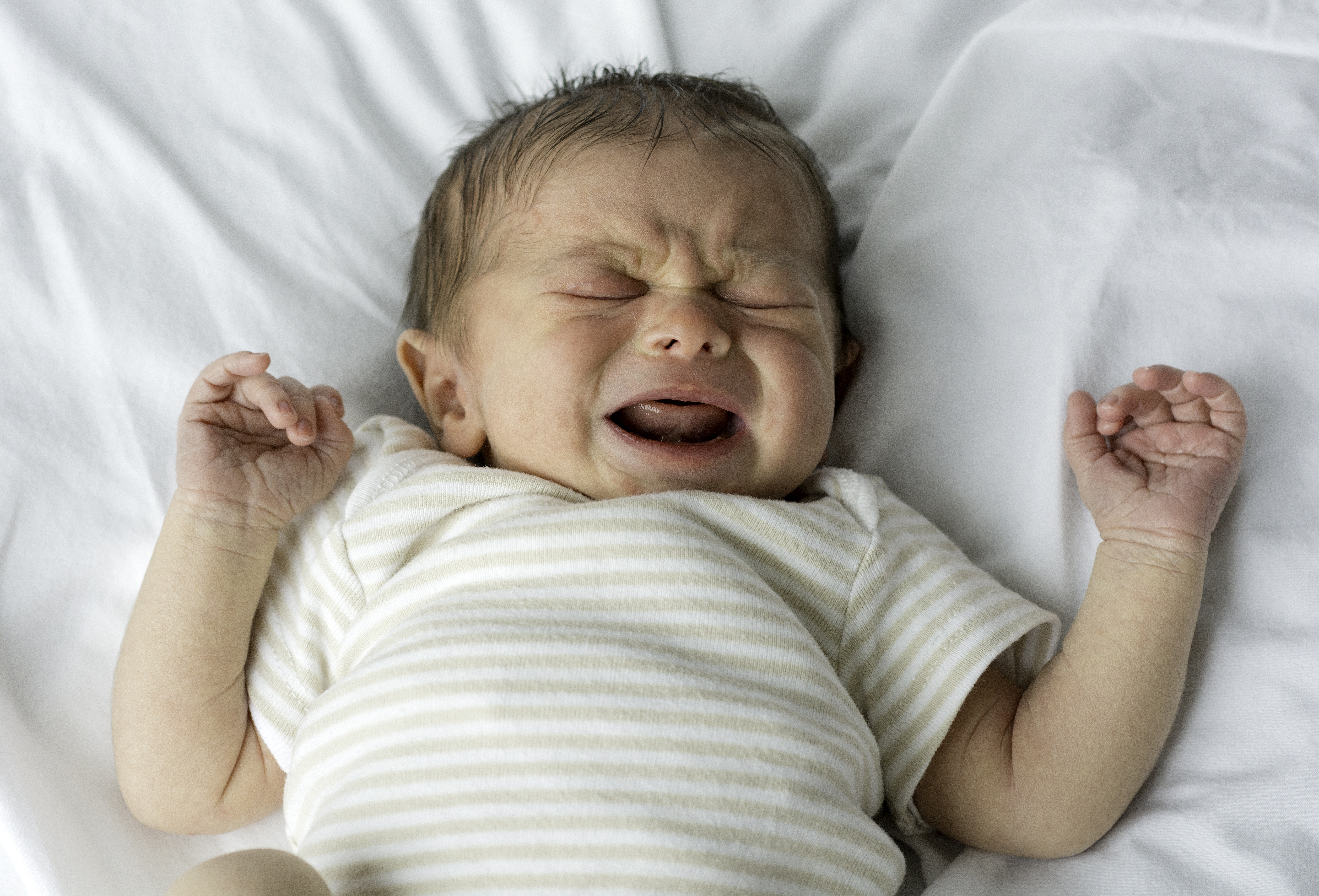
Plačící dítě

## Typy pláče
Pláč není náhodný zvuk bez informační hodnoty. Vždy upozorňuje na distress, dává informaci o stupni distressu a naléhavosti potřeby. Wood a Gustafson rozlišují dětský pláč podle druhů signálů:
1) Prvním z nich je tzv. povyk (fussing), kdy je dítě mírně sklíčené. Projevuje se tichým naříkáním s pauzami a dlouhými nádechy. Může se rozvinout do plného pláče v případě, kdy z okolí nepřichází odezva.
2) Druhým typem je tzv. zlostný pláč (anger cry), který je velmi hlučný a děti při něm nadměrně vydechují vzduch.
3) Bolestný pláč (pain cry) se objevuje náhle a po velkém nádechu. Dítě podrží vzduch v plicích a poté jej prudce vydechne.
4) V případě, že je dítěti zima, má hlad, cítí se osaměle či unaveně apod., jedná se o tzv. základní či frustrační pláč (basic/frustration cry).
Jiné dělení odlišuje pláč od povyku a tzv. koliky charakterizované jako záchvat neutišitelného intenzivního pláče souvisícího s bolestí břicha. Barr přišel s tzv. pravidlem tří, které poukazuje na přítomnost koliky – pláč více než tři hodiny denně, více než tři dny po dobu tří týdnů. Protože však pojem kolika zahrnuje právě příčinu v gastrointestinálních potížích, je pro označení dlouhotrvajícího neutišitelného pláče používán pojem „excesivní pláč” poukazující pouze na projev pláče.
V raných měsících věku dítě může plakat, i když proto není žádný zřejmý důvod. Barr použil zkratku PURPLE pro popis vlastností právě tohoto pláče, který je v období od 2 týdnů do 3-4 měsíců věku běžný. P (peak pattern) znamená, že vrchol celkového úhrnu plačtivosti dítěte je typicky ve dvou měsících. U (unpredictable) značí, že pláč přichází nepředvídatelně bez zřejmého důvodu. Pláč může pokračovat, i když se jej rodič snaží co nejlépe utěšit (R – resistant to soothing). P (pain-like face) znamená, že dítě může vypadat jako by ho něco bolelo. L (long lasting) hovoří o délce pláče v prvních měsících, a to 30-40 minut nebo i déle. E (evening crying) označuje odpoledne či večer jako dobu, kdy dítě pláče nejvíce.

## Vývojová křivka pláče
V prvních 3 měsících se množství pláče za den mění. Celkový průběh lze popsat křivkou, která má tvar písmene n. V prvních pár týdnech se míra pláče zvyšuje, vrchol křivky je ve dvou měsících a do 4. měsíce se množství sníží na stabilnější úroveň. Tento průběh platí univerzálně. Výzkumy dětského pláče, tj. jeho frekvence a trvání v průběhu hodin, dní a měsíců, se shodují nejen v ustanovení křivky a jejího vrcholu ve druhém měsíci života. Lze u nich taktéž  nalézt shodu v tom, že se pláč objevuje nejčastěji večer, což je nejvíce patrné právě v období vrcholu. Je zde současně určitá proměnlivost mezi jedinci, taktéž především právě ve 2. měsíci, i v rámci jednotlivých dnů u jednoho jedince. Shoda ve výzkumech je i v tom, že plačtivost v prvních měsících nesouvisí s různými typy péče.

## Utěšování
Nejprve je nutné zaměřit pozornost na potřeby dítěte, tzn. hlad, únava, zima, zranění apod. Ty je nutné uspokojit. Podle Bellové a Ainsworthové je konzistentnost a pohotovost odezvy pečující osoby spojována s poklesem frekvence i trvání pláče. Častými utěšovacími metodami jsou držení dítěte, zpěv a interakce, krmení, blízkost a doteky, dudlíky a hračky, odstranění škodlivých stimulů, příchod do místnosti, apod.

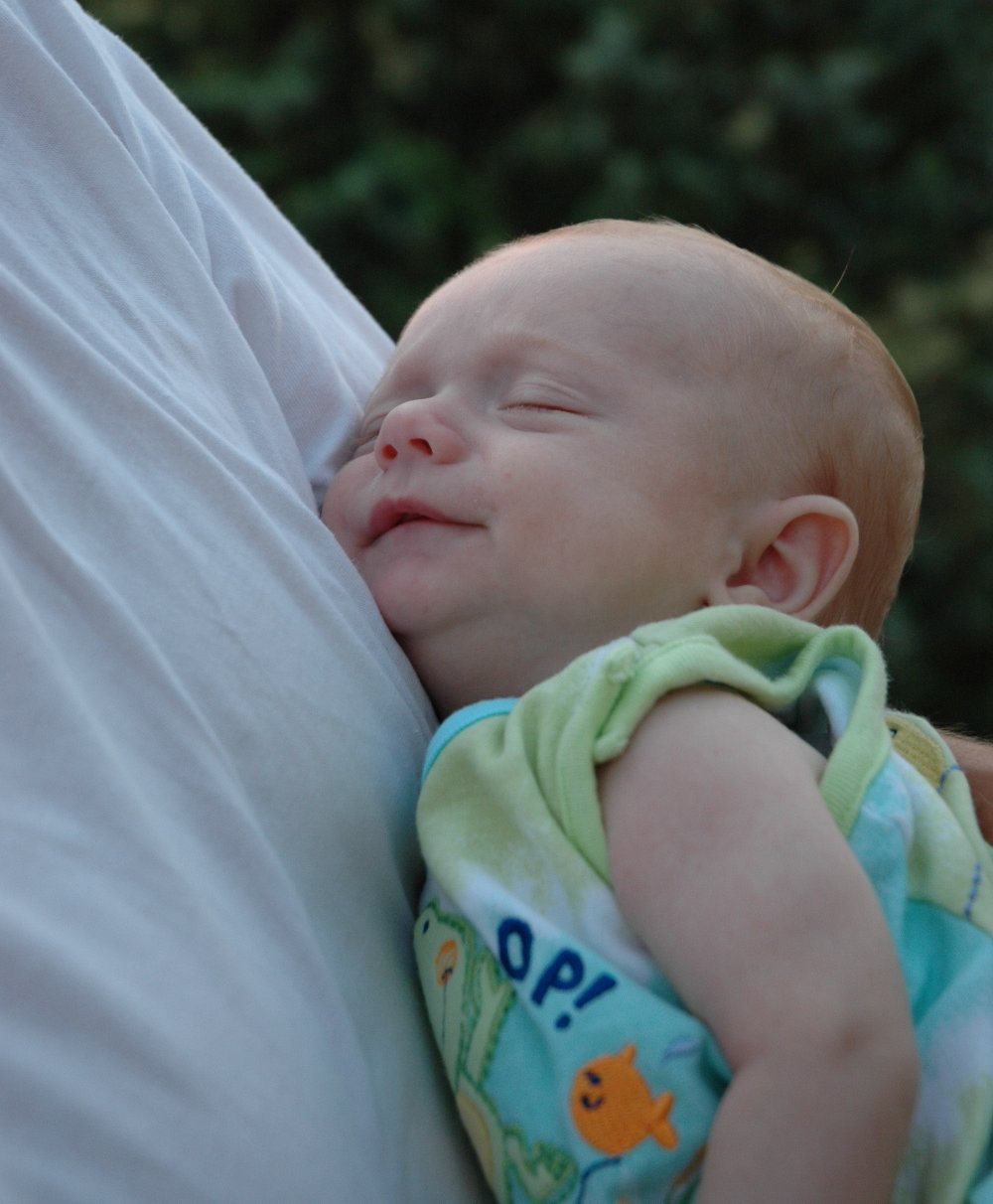
Klidné dítě

Podle Harveyho Karpa se děti rodí předčasně a chybí jim 4. trimestr. Způsob, jakým utišit dítě, je podle něj napodobení prostředí děloze – houpavé pohyby, stísněný prostor, tzv. „bílý šum”. Jednou z metod je tedy zavinování, které zabraňuje pohybu končetin. Plačící dítě, které je položeno na záda, může být stále aktivizováno Moroovým reflexem, a tudíž nedochází k uklidnění. Poloha na boku tento reflex zastavuje. Další nápodoba spočívá v houpavých pohybech, které dítě v prenatálním vývoji pociťovalo. Poslední metodou je napodobení zvuků v děloze, tedy navození bílého šumu. Dítě je v děloze zvyklé na zvuky, které produkuje matčino tělo (krev proudící tepnami, trávicí ústrojí), proto jej dle Karpa šumění uklidní. Je však nutné brát v potaz vedlejší účinky. Bylo zjištěno, že některé z přístrojů, které mají dítě tímto způsobem uspat, mohou být příliš hlasité a zvyšovat tak riziko ztráty sluchu. Již u dospělého může být 85 decibelů po dobu 8 hodin škodlivé. Přístroj by měl být proto co nejdále od miminka a po usnutí má být vypnut. Zároveň je však nutné zamyslet se i nad tím, zda je vhodné mírnit pláč, který je sám o sobě vysokým stupněm aktivity, jiným rušivým zvukem.
Jako utišující prostředek se jeví taktéž různé druhy šidítek. Výsledky výzkumu naznačují, že se zvyšující se zkušeností s dudlíky (šidítky) se děti uklidní s dudlíkem mnohem rychleji a naopak také rychleji pláčou, pokud je jim dudlík odebrán. Podobným způsobem utišuje i sání prstu a některé matky používají taktéž bylinkové čaje.
Brazelton uvádí, že faktorem vyvolávajícím pláč může být i „přestimulovanost”. Dítě se pláčem snaží vymanit z nadměrné stimulace, aby jeho nervový systém dosáhl homeostázy. Výzkum taktéž prokázal, že pláč novorozence je efektivním podnětem v podpoře pláče jiného novorozence. Tato reakce se nazývá empatická odpověď. K utišení tedy může pomoci zaměřit se taktéž na tyto oblasti a případně odstranit podněty z blízkosti dítěte.
Problematické jsou případy tzv. syndromu třeseného dítěte, kdy násilné třesení dítětem (i ve snaze jej utišit) způsobuje subdurální hematomy, otok mozku či retinální krvácení.
Už po několik desetiletí se stále objevuje debata, zda na dětský pláč reagovat, nebo dítě nechat plakat, dokud samo nepřestane. Např. Gewirtz tvrdí, že pokud se nejedná samozřejmě o situaci, kdy se dítě dožaduje pláčem uspokojení konkrétní potřeby, ignorování pláče není špatný nápad. Dítě si jinak zvykne na to, že po pláči se objeví pečující osoba, a podpoří ho to v tom, aby příště plakalo ve snaze přivolat pozornost. Naopak např. Bellová a Ainsworthová zastávají ten názor, že dítě by se nemělo ignorovat, protože bude plakat stále více.

## Kulturní rozdíly
Wang ve svém výzkumu porovnával 3 různé kultury a zjistil významné rozdíly mj. v blízkosti, chování, utěšování.
Pláč je mnohem intenzivnější a delší v těch kulturách, kde rodiče nechávají po většinu dne novorozence samotné a je věnováno relativně málo času jejich nošení. Hunziker a Barr udělali experiment, ve kterém byly matky v jedné skupině požádány, aby chovaly své novorozence více než tři hodiny denně. Děti těchto matek poté v 8 měsících sice plakaly stejně často, ale trvala až o polovinu kratší dobu v porovnání s dětmi matek, které nedostaly žádné pokyny. Protože v tradičních kulturách matky své děti drží po většinu dne (např. klokánkování) a v případě pláče je jim okamžitě nabídnut prs, popř. jsou zavinuty, děti zde pláčou méně. Ukázalo se, že melodie pláče novorozenců ovlivněná zvukovými vlastnostmi jazyka, kterým se mluví v jejich okolí. Francouzské děti naříkají na vzestupné notě, zatímco německé upřednostňují klesající melodii.

## Reakce na dětský pláč
Reakce pečující osoby na pláč dítěte je obvykle tím rychlejší, čím je výška tónu pláče vyšší a čím je pláč hlasitější. Rychlost reakce může ovlivnit mimo jiné i pohlaví dítěte. Ukázalo se, že matky dráždivých kojenců mají tendenci reagovat rychleji na pláč dítěte ženského pohlaví než na pláč potomka mužského pohlaví. Reakce na pláč je ovlivněna i tím, jestli pláče vlastní nebo cizí dítě. Rodiče jsou schopní pláč svého vlastního dítěte rozpoznat a jejich fyziologická odezva na pláč vlastního dítěte se liší od odezvy na pláč cizího dítěte.
Dětský pláč u dospělých může vyvolávat pocity selhání, viny, úzkosti, frustrace, nebo i pocity, že je dítě nemá rádo.